# Mailbox.hu
A Mailbox.hu magyar fejlesztésű ingyenes levelezőrendszerként indult. A domain nevet 1999 óta tartják fent. A szolgáltatás 2000. február 6-án indult és rövid idő alatt nagy népszerűségre tett szert. 2004-re a Medián Webaudit mérése szerint az oldalt a leglátogatottabb hazai weboldalak közt tartják számon.
Független e-mail-szolgáltató, sem portálnak, sem hirdetési hálózatnak nem része.
2008. április 14-től 2015. május 23-ig a Mailbox levelezési forgalmát a Google Apps partner program keretében a Google Gmail szoftver szolgálta ki.

## Történelem
A fejlesztés 1999-ben kezdődött, Horde/IMP alapokon, PHP/MySQL környezetben. Az e-mail rendszer alapszolgáltatásaként a levelek a kezdetektől elérhetők POP3 kapcsolaton keresztül. A tárhelyek mérete a hazai szolgáltatások közt mindig élen járt. Az üzemeltetők a 2000. évi induláskor már 10 Mbyte-os postafiókokat biztosítottak, amikor a versenytársak még 1-3 Mbyte-os postaládákkal dolgoztak. A technikai megoldásokat szakmai fórumok számos díjjal ismerték el. 2001-ben és 2003-ban is elnyerte a Chip Magazin díját, amely a legjobb hazai webmail rendszerként értékelte a levelezőrendszert. A Magyar PC Magazin 2003. decemberi számában különdíjjal értékelte a Mailbox ingyenes webmail rendszer szolgáltatását.

## Mai állapot
A Mailbox.hu önálló arculatban üzemel, 2015 májusáig Gmail szoftver háttérrel. Több, mint 15 Gbyte tárhelyet, POP3, IMAP és mobil elérést biztosítva a levelezők részére. Az üzemeltetők fenntartanak egy hivatalos blog oldalt is, amiben képernyőmásolatokkal illusztrálva mutatják be a levelezőrendszer működését, folyamatosan megválaszolva az egyes bejegyzésekhez érkezett kérdéseket. Emellett aktív ügyfélszolgálat támogatja a felhasználókat.
A felhasználók további támogatást kapnak a 2011-ben létrehozott Facebook oldalon keresztül is.
2015.04.14-én bejelentették, hogy 2015.05.23-án a Mailbox.hu Google támogatása megszűnik, tehát változik a kiszolgálás háttere. A változás nincs kihatással a felhasználók e-mail címére és jelszavára, de a levelek, kapcsolati- és naptáradatok  áttöltése a felhasználók feladata.
2020.02.06-án, a fennállás 20. évfordulója alkalmából megújult arculattal és funkciókkal új szoftvert helyeztek üzembe. Az üzemeltetéshez több csomagban támogatást szükséges fizetni.
2022.07.10-től kétfaktoros azonosítás támogatja a biztonságos elérést, ehhez másodlagos email cím és okostelefonos applikáció is igénybe vehető.
2024.12.06-tól mesterséges intelligencia támogatja a levélírást. Új levél írásakor elég csak a témát és a levél stílusát megadni az MI komponensnek, a rendszer az emailt automatikusan tudja generálni az összes elérhető nyelven. A szolgáltatás új szlogenje: "A.I. Inside"

## Kapcsolódó hivatkozások
- A Mailbox.hu levelezőrendszer
- Mailbox.hu ügyfélszolgálat
- Mailbox hivatalos Facebook oldal